# Brdská vrchovina

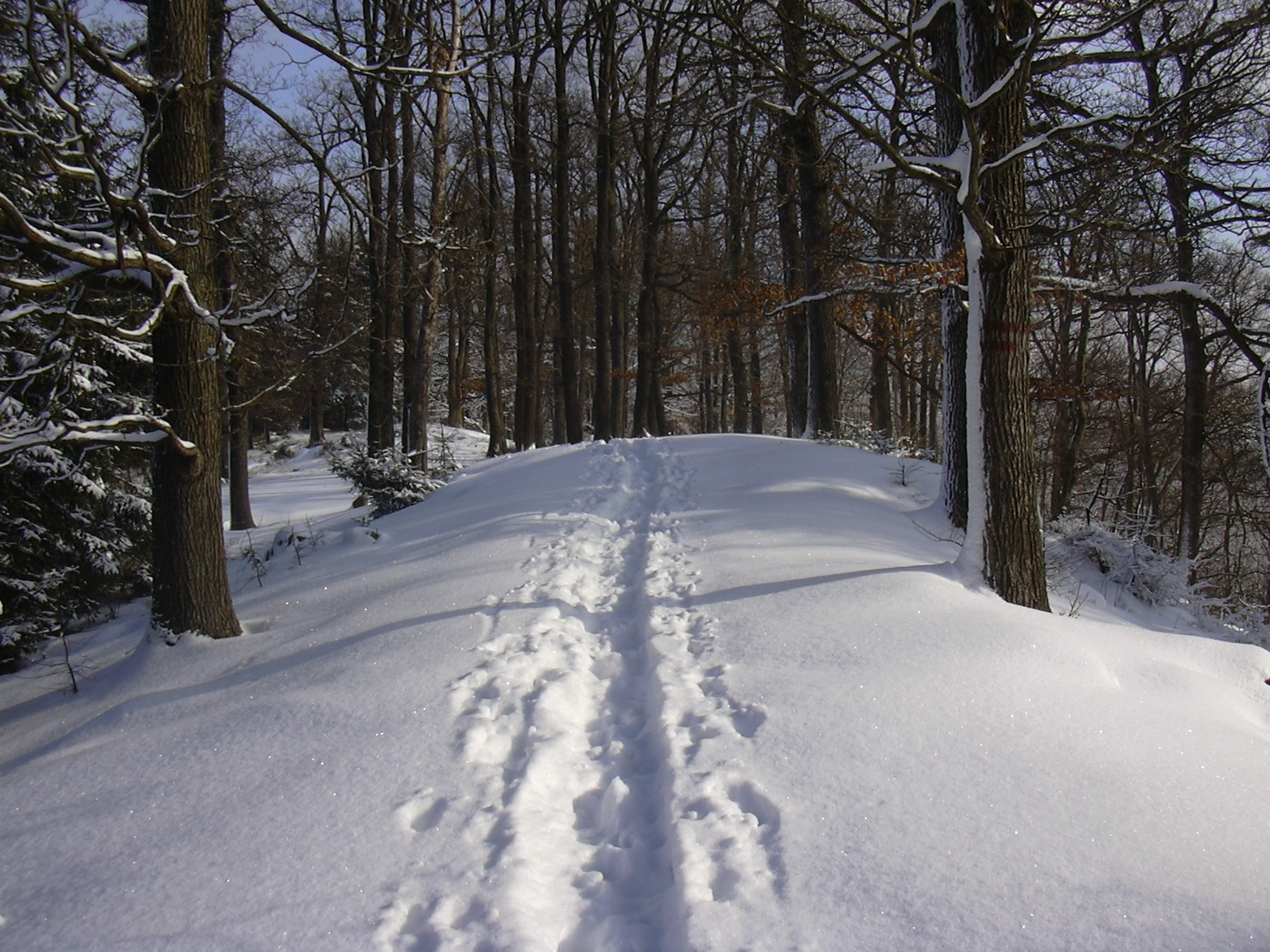
Běžecká stopa v přírodní rezervaci Kuchyňka.

Brdská vrchovina, nazývaná též Brdy, je pohoří a geomorfologický celek v Česku. Táhne se v délce téměř 80 km ve směru SV-JZ zhruba mezi městy Prahou a Plzní. Je to jediné skutečné pohoří a jediná oblast oreofytika ve Středních Čechách. Nejvyšší vrchol Tok (865 m) je současně nejvyšším přirozeným vrcholem středních Čech. Na jen o málo nižším vrcholu Praha (862 m) však stojí 60 m vysoká věž meteoradaru ČHMÚ, jejíž vrchol je tedy fakticky nejvyšším místem.
Velká část území Brdské vrchoviny (celé centrální Brdy) byla součástí vojenského újezdu Brdy a nyní patří pod Chráněnou krajinnou oblast Brdy.

## Geomorfologické členění
Brdská vrchovina se dělí na nižší jednotky:
- Hřebeny (severozápadně od průlomového údolí Litavky, mezi Jinci a městem Prahou, na jehož území z jihu zasahují. Nejvyšší vrchol Písek (691 m) je východně od Jinců, Plešivec (654 m) je nad Rejkovicemi severovýchodně od Jinců, významnou křižovatkou turistických tras jsou Křižatky (503 m), směrem k Praze pak následují vrcholy Kuchyňka (636 m), Studený vrch (661 m) s rozhlednou, Hradec (628 m), u Dobříše mimo hlavní hřeben Kazatelna (531 m), opět významnou turistickou křižovatkou je Stožec (605 m), u Kytína Vrážky (577 m), u Mníšku pod Brdy Skalka (554 m) s poutním areálem, vysílačem Cukrák je známá Kopanina (411 m) v těsné blízkosti Prahy.

Tomuto vymezení však neodpovídá oficiální geomorfologické členění, podle něhož jihozápadní hranici Hřebenů tvoří tok horní Chumavy, a dále hranice prochází sedlem mezi Kuchyňkou a Studeným vrchem (661 m) do mokřin pod vrchem Velký Ždírec. To znamená, že právě zde uváděný nejvyšší vrch - Písek (691 m), ale i další hory, jako Plešivec (654 m) a Kuchyňka (636 m) už náleží do vlastních Brd, do okrsku Třemošenská vrchovina. Geomorfologicky se Hřebeny dělí na okrsky Studenskou vrchovinu a Kopaninskou vrchovinu. Nejvyšším bodem Hřebenů podle tohoto geomorfologického členění je tak Studený vrch (661 m).
- Brdy – tedy vlastní Brdy v užším slova smyslu. Jde o část pohoří od údolí Chumavy přes sedlo mezi Kuchyňkou a Studeným vrchem (661 m) - již na Hřebenech, na jihozápad přes údolí Litavky a posléze na jih a jihovýchod až přibližně po městečko Bělčice. Brdy se oficiálně dělí na tři okrsky - Třemošenskou vrchovinu, Třemšínskou vrchovinu a Strašickou vrchovinu. Vžilo se též místní dělení Brd, přestože je doposud jen pomocné a neoficiální:
  - Střední Brdy (někdy též zvané Centrální Brdy) se označuje oblast bývalého vojenského újezdu Brdy, nejvyšší část Brd, včetně vrcholu Tok (865 m), nedaleko Toku je Koruna (837 m) a Jordán (826 m). U Padrťských rybníků, severně od zdejšího Nepomuku, je druhá nejvyšší hora, Praha (862 m). U Příbrami je hora Třemošná (780 m), jeden z nejvyšších vrcholů přístupných turistům ve Středních Brdech. U Obecnice je kromě Toku hora Brda (773 m), nedaleko Strašic Kamenná (735 m).
  - Jižní Brdy (Třemšínsko, jižně od silnice č. 19 a potoka Bradavy), s nejvyššími vrcholy Třemšín (827 m) a Nad Marastkem (805 m).
- Příbramská pahorkatina (obklopuje od východu a jihu město Příbram) s vrchy Vojna (667 m), Na skále (633 m), Leč (628 m), Levín (612 m) a známá příbramská Svatá Hora (586 m). Příbramská pahorkatina se dělí na dva okrsky: Třebská pahorkatina a Pičínská pahorkatina.

K Brdům se někdy počítá i hřeben Radeč mezi Rokycany a Zbirohem s nejvyššími vrcholy Radeč (723 m) a Brno (718 m) (jehož název odkazuje na vrchol Praha ve Středních Brdech). Geomorfologové však Radeč počítají za součást Křivoklátské vrchoviny, nikoliv Brd.
| Geomorfologické členění Brdské vrchoviny                                             | Geomorfologické členění Brdské vrchoviny | Geomorfologické členění Brdské vrchoviny                                                                                               |
| ------------------------------------------------------------------------------------ | ---------------------------------------- | --- |
| ČESKÁ VYSOČINA • Poberounská subprovincie • Brdská oblast                            |                                          | |
| BRDY                                                                                 | Třemošenská vrchovina                    | Kvaňská vrchovina (Hlava, 789 m) Ohrazenická vrchovina (Beranec, 663 m) Čenkovská vrchovina (Brda, 773 m) Tocká vrchovina (Tok, 865 m) |
| BRDY                                                                                 | Třemšínská vrchovina                     | Voltušská vrchovina (Třemšín, 827 m) Chynínská vrchovina (Nad Marastkem, 805 m) Padrťská vrchovina (Jahodová hora, 731 m)              |
| BRDY                                                                                 | Strašická vrchovina                      | Dobřívská vrchovina (Bambule, 663 m) Jivinská pahorkatina (Jivina, 620 m)                                                              |
| HŘEBENY                                                                              | Studenská vrchovina                      | Jistevnický hřbet (Studený vrch, 661 m) Skalecký hřbet (bezejmenný, 565 m) Trnovská pahorkatina (Spálený, 555 m)                       |
| HŘEBENY                                                                              | Kopaninská vrchovina                     | nečlení se (Kámen, 415 m) |
| PŘÍBRAMSKÁ PAHORKATINA                                                               | Třebská pahorkatina                      | Narysovská pahorkatina (Vojna, 667 m) Příbramská kotlina (570 m)                                                                       |
| PŘÍBRAMSKÁ PAHORKATINA                                                               | Rosovická pahorkatina                    | Hlubošská pahorkatina (Malý chlum, 591 m) Suchodolská pahorkatina (bezejmenný, 604 m)                                                  |
| PROVINCIE • Subprovincie • Oblast / Celek / PODCELEK • Okrsek • Podokrsek • (vrchol) |                                          | |

## Zajímavosti
- Na Brdech se vyskytuje 10 kopců vyšších než 800 m n. m. Z nich je nejvyšší Tok (865 m).
- Název Brdy pochází od slova Brdo, což znamená buď zalesněný kopec, nebo skalku ve tvaru tkalcovského hřebene. Jmenuje se tak i jeden z vrcholů Brd – Brdo (603 m).
- Podobně jako Krkonoše nebo Orlické hory, mají i Brdy svého vládce. Je jím duch Fabián, který sídlí na skalisku Fabiánovo lože (které je údajně jeho zakletým hradem) na vrchu Velká Baba (615 m) na Hřebenech.
- Brdy (Brdská vrchovina) byly vyhlášeny Chráněnou oblastí přirozené akumulace vod – CHOPAV.

## Seznam brdských osmistovek
Všech 10 osmistovek Brdské vrchoviny se nachází v geomorfologickém podcelku Brdy. Jde o:
| Vrchol        | Část Brd     | Výška m n. m. | Promi- nence | Izolace          | Souřadnice                       |
| ------------- | ------------ | ------------- | ------------ | ---------------- | -------------------------------- |
| Tok           | Střední Brdy | 865 m         | 324 m        | 61 km → Sedlo    | 49°42′17″ s. š., 13°52′37″ v. d. |
| Praha         | Střední Brdy | 862 m         | 069 m        | 06 km → Tok      | 49°39′29″ s. š., 13°49′08″ v. d. |
| Malý Tok      | Střední Brdy | 844 m         | 021 m        | 02 km → Praha    | 49°39′23″ s. š., 13°50′45″ v. d. |
| Brdce         | Střední Brdy | 840 m         | 023 m        | 01 km → Hradiště | 49°40′27″ s. š., 13°51′48″ v. d. |
| Hradiště      | Střední Brdy | 839 m         | 012 m        | 01 km → Malý Tok | 49°39′53″ s. š., 13°51′05″ v. d. |
| Koruna        | Střední Brdy | 837 m         | 020 m        | 02 km → Tok      | 49°41′45″ s. š., 13°50′14″ v. d. |
| Třemšín       | Jižní Brdy   | 827 m         | 145 m        | 10 km → Praha    | 49°34′02″ s. š., 13°46′38″ v. d. |
| Jordán        | Střední Brdy | 826 m         | 029 m        | 01 km → Tok      | 49°43′02″ s. š., 13°51′09″ v. d. |
| Paterák       | Střední Brdy | 814 m         | 043 m        | 01 km → Praha    | 49°40′21″ s. š., 13°48′30″ v. d. |
| Nad Marastkem | Jižní Brdy   | 805 m         | 0100 m       | 05 km → Třemšín  | 49°35′35″ s. š., 13°43′43″ v. d. |

Další vrcholy Brdské vrchoviny jsou uvedeny v Seznamu vrcholů v Brdské vrchovině.